# Вергилий
Вижте пояснителната страница за други личности с името Вергилий.
Публий Вергилий Марон (на латински: Publius Vergilius Maro) е древноримски поет, смятан за един от най-значимите сред тях, най-известен с трите си големи поеми „Буколики“ (или „Еклоги“), „Георгики“ и „Енеида“, макар че му се приписват и няколко по-кратки произведения, обикновено обединявани под името „Вергилиев сборник“. „Енеида“ (разказваща за търсенето на нова родина от троянския герой Еней - според митологията, родоначалник на царете на Алба Лонга и далечен предшественик на основателите на Рим Ромул и Рем) се превръща в национален епос на Рим и има славата на класическа творба и своеобразно продължение на Омировите поеми „Илиада“ и „Одисея“. Предсказването на съдбата с помощта на произведенията му се превърнало в традиция.
На Вергилий и неговите „Буколики“ се приписва утвърждаването в европейската култура на поетичния идеал за Аркадия, подготвяйки появата на латинската пасторална поезия на Тит Калпурний Сикул и Немезиан. Произведенията на Вергилий оказват значително влияние и върху формирането на по-късната западноевропейска литература.
Присъства като персонаж в произведението на Данте Алигиери „Божествена комедия“, където лирическият герой (самият автор) го взема за свой водач в Ада и Чистилището, което се дължи на убеждението възникнало през Средновековието, че той е бил велик прорицател и магьосник, провидял рождението на Младенеца (в „Буколики“ той споменава подобно очакване) и станал проповедник на християнството, въпреки че е починал около 20 години преди раждането на Христос.

## Биография
Сведенията относно живота на Вергилий са оскъдни и се състоят от преразкази на различни автори. За тях се смята, че се основават на изгубена днес биография от неговия съвременник и приятел Луций Варий Руф, до която са имали достъп биографът Светоний и ранните коментатори на Вергилиевата поезия Мавър Сервий Хонорат и Елий Донат. Макар техните коментари да съдържат много верни сведения за Вергилий, за някои от твърденията им е доказано, че отразяват по-скоро неговата поезия и алегории, отколкото факти от живота му. Всичко това прави биографичната традиция за Вергилий предмет на дискусии.
Според традицията Вергилий е роден на 15 октомври 70 пр.н.е. в селото Андес в Цизалпийска Галия, днес част от селището Вирджилио, носещо името на поета. То се намира близо до град Мантуа, посочен като негово родно място в поетичната епитафия на гроба му. Въз основа на езиковите и етнически сведения за тази област се допуска, че Вергилий може да има етруски, умбрийски или дори - галски произход. От друга страна, анализът на името му показва, че той може би е потомък на римски колонисти. Тези разсъждения нямат пряко потвърждение нито в произведенията на поета, нито в тези на ранните му биографи. Макар Амбросий Теодосий Макробий да твърди, че бащата на Вергилий е със скромен произход, днес преобладава мнението, че той е земевладелец от конническото съсловие, което му дава възможност да осигури добро образование на сина си. Името на майката на Вергилий е Магия Пола, като той има и двама по-малки братя, които вероятно умират преди той да достигне зряла възраст.
Според коментаторите Вергилий започва да учи, когато е петгодишен. През 55 пр.н.е. отива в Кремона, по-късно в Медиолан и накрая през 51 пр.н.е. в Рим, където изучава реторика, медицина и астрономия, от които по-късно се отказва за сметка на философията. По възторжените му отзиви за писателите Гай Азиний Полион и Гай Хелвий Цина може да се съди, че за известно време Вергилий е свързан с неотерическия литературен кръг около Катул. Неговите съученици го смятат за крайно срамежлив и затворен и според Сервий му дават прякора Партений („Девственика“). Изглежда през целия му живот здравето на Вергилий е влошено и той до някаква степен води живота на инвалид. Вергилий бил известен със своята меланхоличност.
Вергилий остава в Рим около година, след което заминава за Неапол, където се присъединява към епикурейската школа на Сирон. В самия Неапол или в неговите околности той ще прекара по-голямата част от живота си. През 19 г. пр.н.е. Вергилий предприема голямо пътешествие до Гърция. Докато е в Атина, се среща с Октавиан Август, след което се отказва от пътуването и се връща в Италия. По време на морското пътешествие Вергилий сериозно се разболява и на 20 септември 19 г. пр.н.е. умира в Бриндизи. Тялото му било пренесено в Неапол. 

## Творчество
Според някои негови стихотворения, малко след пристигането си в Неапол той за пръв път започва да пише стихове. Група стихотворения, смятани от коментаторите за ранни работи на Вергилий, са оцелели до днес и са известни под общото наименование „Вергилиев сборник“, но съвременните изследователи смятат повечето от тях за неавтентични.

### Буколики
Според традицията Вергилий започва да пише първото си значимо произведение „Буколики“ (наричано също „Еклоги“) през 42 година пр.н.е. и се смята, че сборникът е публикуван около 39 – 38 година пр.н.е., макар че това е спорно. „Буколики“ представлява група от десет поеми, следващи образеца на буколическата хекзаметрична поезия на елинистичния поет Теокрит.
След своята победа в Битката при Филипи през 42 година пр.н.е. триумвирът Октавиан Август раздава на своите войници земи, конфискувани от градовете в Северна Италия. Според традицията, сред тях е и имение, разположено край Мантуа, което принадлежи на Вергилий. Загубата на семейния имот и усилията на Вергилий да си го върне чрез поетични петиции по традиция се смятат за основния му мотив за написването на „Буколики“. Днес се приема, че тези предположения са необосновани и почиват на некоректни интерпретации на няколко откъса от самите поеми. Действително, в еклоги 1 и 9 Вергилий описва противоречивите чувства, предизвикани от конфискациите, но няма никакви безспорни свидетелства, че лично той е засегнат от тях. Читателите често смесват автора с лирическия герой, но съвременните изследователи отхвърлят този начин за установяване на биографични подробности.
Десетте еклоги разработва различни пасторални мотиви. Еклоги 1 и 9 коментират конфискациите на земи и тяхното въздействие върху селския живот. Еклоги 2 и 3 се концентрират върху пасторални и еротични теми, разглеждайки любовта, съответно хомосексуалната и панеротичната. Еклога 4, обръщение към Гай Азиний Полион, наричана понякога Месианската еклога, използва образността на Златния век във връзка с раждането на дете, чиято идентичност по-късно става предмет на спорове. Еклоги 5 и 8 описват мита за Дафнис, еклога 6 – митологичната песен на Силен, еклога 7 – разгорещено поетично състезание, а еклога 10 – страданията на елегичния поет и съвременник на Вергилий Гай Корнелий Гал.

### Георгики
Поемата има дидактически характер и е свързана с живота и уменията на земеделците.

### Енеида
Пресъздава живота на Еней след разрухата на Троя (за края на Троянската война разказва самият Еней). В поемата той отначало попада в Северна Африка и едва не остава там, влюбен в местната владетелка Дидона (митичната основателка на Картаген). Все пак заминава за Италия, където царят на латините му дава земя и го жени за дъщеря си Лавиния, което става повод за война между Еней и предишния й годеник Турн, който в края на творбата е убит от него в сражение.
Римският историк Гай Светоний Транквил разказва как, разбирайки че умира, Вергилий моли приятели да довършат няколко стиха в „Енеида“, но те не изпълняват последната му воля и скоро издават поемата в непроменен вид.